# Marge Simpson
Marjorie Jacqueline "Marge" Simpson (de soltera, Bouvier) es un personaje ficticio de la serie de televisión de dibujos animados Los Simpson. Es la esposa de Homer Simpson y madre de los tres hijos que ha tenido de este matrimonio: Bart, Lisa y Maggie. Ella, junto al resto de su familia, conforman el elenco de personajes protagonistas de Los Simpson, su presencia ha demostrado ser fundamental para mantener la familia unida.
Marge fue creada por el dibujante Matt Groening en el vestíbulo de la oficina de James L. Brooks, para debutar en la televisión el 19 de abril de 1987, en el corto Good Night emitido en El show de Tracey Ullman.
La característica voz ronca de Marge se la pone Julie Kavner en la versión original, quien también da voz a sus familiares más cercanos femeninos especialmente sus hermanas, Patty y Selma Bouvier, y su madre, Jacqueline. Los productores han limitado la voz de Kavner a los personajes femeninos de la familia Bouvier, dado que su registro es demasiado reconocible y peculiar. Las actrices de doblaje hispanas también han limitado su interpretación a estos personajes e incluso algunas han sufrido problemas de garganta durante la interpretación.[cita requerida]
El personaje de Marge Simpson ha ahondado en los roles arquetípicos que suelen desempeñar las esposas amas de casa en las series de animación, en la misma línea promovida por Hanna Barbera con Vilma Picapiedra o Jane Jetson. Su apasionada y ciega dedicación a su desagradecida familia ha servido de modelo moderno para otros personajes femeninos en series de animación posteriores. Por ello, ha sido considerada como la mejor madre tanto ficticia como real por el público británico.

## Papel enLos Simpson
Marge hace el típico papel de madre de las telecomedias familiares, que a veces es representada como cándida, crédula, simplona u optimista. Esencialmente ella es ama de casa, abocada a los quehaceres domésticos, como limpiar, cocinar y cuidar de sus hijos, y a la gestión económica de la casa. Su rol principal en el hogar es mantener el núcleo familiar unido con su sobria visión de la realidad con los pies en la tierra, sazonado con alguna lección de civismo y moralidad, a veces, idílica y tradicional que incluso en ocasiones la ha llevado a mostrar atisbos de intolerancia. Como madre, busca que sus hijos mayores la vean como su confidente y amiga; como esposa procura mantener feliz a su marido, a veces sacrificando su bienestar, cordura y ética; y como persona gregaria, lucha por tener algunas amistades o vida social.
Su coletilla más habitual es un gruñido nasalizado y alargado en señal de disgusto, sorpresa o desaprobación. También podría considerarse como una muletilla de Marge el gritar el nombre de sus hijos o marido para reñirles o llamarles la atención por algo. Otra de sus frases más famosas y repetidas es su introducción formulada "una madre siempre sabe..." y a continuación hace gala de sus conocimientos adquiridos como ama de casa, madre y esposa desinteresada.

## Biografía
Marge nació el 19 de marzo de 1954 (no el mismo día que Mel Gibson como ella misma reconoció) y se crio en una zona rural de la Norteamérica sureña, en una granja con un ambiente muy familiar e iba de vacaciones con toda la familia a Barnacle Bay, una isla en la costa de Springfield. Su padre era asistente de vuelo (azafato), cosa que traumatizó a la joven Marge, desarrollando miedo a los aviones y a volar. Pronto Marge se fue a vivir a la ciudad de Springfield y se graduó en el instituto. Al finalizar sus estudios obligatorios, Marge había tenido varios amores, pero Homer, que ya lo conocía de un campamento en su niñez (aunque no sabía que fuera él), sería con el que tendría una relación más larga y acabaría casándose. Marge trabajó de camarera en un autoservicio mientras era soltera y se graduó en la universidad.
Después de ver El imperio contraataca, Marge se quedó embarazada y, para no deshonrarla, Homer le pidió matrimonio. Se casaron en la capilla de Pete el Rápido para no derrochar mucho y su luna de miel tampoco fue gran cosa. Se fueron a vivir a un piso de los suburbios de Springfield donde criaron a Bart durante sus dos primeros años. Cuando se quedó embarazada de Lisa, a la pareja le urgió cambiar de hogar para albergar una familia más grande y se compraron la casa en la que actualmente viven, después de que Homer fuera aceptado como empleado de la planta nuclear. Tuvieron un tercer hijo, Maggie, lo que forzó a Homer a quedarse en su trabajo en la planta. Desde entonces, Marge ha sido ama de casa durante todo este tiempo, intentando alegrar su rutina con algún trabajo casual y temporal.

### Vida cotidiana
Normalmente, Marge se dedica a hacer de ama de casa a tiempo completo. Suele estar todo el día en casa, limpiando, cocinando o cuidando de Maggie y por regla general no sale más que para hacer las compras. Excepcionalmente, Marge acompaña a los niños a la escuela, en caso de que no puedan tomar el autobús, y al médico o ha acompañado a Homer al trabajo o a su suegro a alguna parte en caso de que no dispusieran del coche. Algunas veces, Marge ha organizado salidas con toda o parte de su familia. Para romper con la rutina, Marge ha intentado sin éxito desempeñar algún empleo adicional o unirse a clubes sociales.
A causa de esta vida tan monótona y doméstica, Marge padece dolores de pies crónicos y de tanto en tanto sufre algún que otro ataque de estrés. Esto último lo ha solucionado o bien tomándose vacaciones de su familia, yéndose a algún retiro o balneario, o bien contratando alguna niñera o familiar para que cuiden de los niños y la casa. Tras su vuelta a la normalidad, el resto de la familia se da cuenta de lo mucho que la quieren y lo imprescindible que Marge es en la casa y prometen no volver a estresarla, aunque esto no dura mucho. En realidad, este estilo de vida le gusta, ya que si se sorprende en casa sin ninguna labor doméstica por hacer, se ve abocada al alcohol, lo que le asusta. También disfruta intimando con Homer, y a veces organizan escapadas amorosas sin los niños. Marge es ludópata desde que se inauguró un casino en Springfield, y desde entonces ha intentado alejarse del juego con éxito.

## Personaje
Marge representa el papel de madre trabajadora, cariñosa, paciente y devota, normalmente despreciada por sus hijos y cuyo marido no la escucha. Por un lado, ella reconoce que este distanciamiento de sus hijos es la actitud que se suele adoptar a esa edad, mientras que por otro, intenta inculcarles unos valores y unas perspectivas morales de los cuales Homer hace caso omiso. Por regla general, cuando Homer ignora los consejos de su mujer, él acaba metiéndose en algún lío. En cualquier caso, Marge quiere mucho a su familia y con su marido se muestra como una gran amante, especialmente en situaciones pintorescas o con riesgo de ser descubiertos. Ha desarrollado una mayor confianza con Lisa, probablemente debido a que es chica, mientras que Bart se suele avergonzar mucho más de ella. Maggie siente un gran apego por su madre, debido al tiempo que pasan juntas.
Ama tanto a Homer que ha desarrollado una insana capacidad para pasar por alto las estupideces que comete, pero a pesar de eso su paciencia tiene un límite. Ha estado más de una vez a punto de abandonar a su marido cuando este no le ha dado las muestras de amor pertinentes, la ha avergonzado o ha realizado acciones que han puesto en peligro a otras personas. La oposición del patriarca a los altos valores morales de Marge, no suele ser motivo de ruptura o separación de la pareja, posiblemente porque ella es de las pocas personas en Springfield que los tiene y pocos pueden comprenderla. A pesar de esto, Marge ha ido en dos ocasiones en contra de su concepción cristiana de vida en pareja y se ha planteado ser infiel a Homer, sin llegar a hacerlo efectivo.
Marge es famosa por sus recetas; tanto su familia como sus vecinos reconocen la gran calidad de todo lo que cocina y a veces esto resulta imprescindible para mantener la concordia en la ciudad. También es una limpiadora compulsiva, incluso en situaciones poco apropiadas. Es muy meticulosa, perfeccionista y le gusta dar la impresión de que en su casa son muy limpios y educados cuando tienen visitas. También es muy estricta en cuanto al cumplimento de reglamentos y leyes y se siente una criminal cuando le da la impresión de que va en contra del sistema. Su único vicio que ha hecho temblar la estabilidad familiar es una exagerada tendencia a la ludopatía, de la que parece que se ha recuperado parcialmente. Su única afición es la pintura, cosa que le ha permitido conocer su ídolo musical Ringo Starr al enviarle un retrato de él hecho por ella. También ha demostrado tener excelentes dotes pedagógicas, pero apenas les ha dado salida profesional.
Físicamente, Marge es una mujer joven y sana de 36 años. Está muy delgada y en varias ocasiones ha demostrado estar en muy buenas condiciones físicas. Diariamente lleva un vestido verde rudimentario de una pieza que obtiene rebajado en almacenes y unos zapatos y un collar del mismo color naranja. También tiene un amplio armario de vestidos de gala no muy caros para ocasiones especiales. También luce collares y zapatos de tacón rojos. Siempre ha llevado el pelo largo y teñido de azul y desde el día de su graduación en el instituto lo suele llevar más a menudo recogido en un largo moño que suelto.

### Creación
A Matt Groening se le presentó la oportunidad de hacer unos cortos de animación que se incluirían en un programa de variedades. Pensó que si proponía sus personajes de Life in Hell para los cortos perdería los derechos de autor sobre la tira cómica, así que diseñó improvisadamente la familia Simpson en la sala de espera de la oficina de James L. Brooks, basándose en su propia familia. Apresuradamente esbozó su propia versión de una familia disfuncional y bautizó a la madre igual que a la suya propia. Marge debutó en el corto Good Night con el resto de la familia Simpson el 19 de abril de 1987 en el Tracey Ullman Show.
Los personajes principales fueron diseñados de tal manera que fueran reconocibles por su silueta y entre una multitud. Aparte de su peculiar vestido verde, se hizo distintivo del diseño de Marge su largo moño azul, parecido a un beehive, que siempre la hace destacar entre las multitudes. A veces su largo pelo cardado presenta problemas logísticos que suelen ser resueltos de la manera más cómica posible.
El concepto y diseño de Marge está basado (o parodia u homenajea) una de las esposas más famosas del mundo de la animación: Vilma Picapiedra. La idea de mujer atractiva inexplicablemente casada con un hombre entrado en carnes, descuidado, humilde y poco agraciado proviene del concepto del matrimonio protagonista de Los Picapiedra. El diseño de Marge debe mucho a este personaje: el vestido sencillo de una pieza y el collar de perlas de la animación están basados en Vilma. Incluso el moño de Marge es una exageración del de Vilma.

### Desarrollo
Marge es, después de Maggie, uno de los personajes protagonistas que menos ha evolucionado durante la serie. Sus valores, su ética, su energía y sus convicciones políticas y religiosas no han cambiado durante la serie. La creciente estupidez de Homer Simpson ha hecho que Marge en algunas ocasiones tuviera que declarar por qué aún sigue con él, teniendo que dar una explicación que poco tiene que ver con los motivos originales por los que se unieron. Una explicación que deja entrever que Marge cada vez está más afectada de la cabeza por seguir con Homer. Posiblemente el único elemento de evolución como personaje que se puede captar en Marge es su capacidad de experimentación para trabajar fuera de casa y en lo que quiere, un tema que entró tarde en la serie con Springfield Connection. Sus cruzadas políticas también han menguado, dando a entender que está bastante resignada y se ha dado cuenta de que poco o nada puede influir para mejorar el mundo. Su lucha por mantener a la familia unida, generalmente a través de la religión, y buscar un resquicio de libertad en su rutina son temas bastante recurrentes en todas las temporadas. Ahora mismo tiene las mismas dificultades para socializarse que al principio de la serie, cuando parecía no tener muchos amigos.

### Doblaje
La voz de Marge en la versión original es interpretado por Julie Kavner, quien también interpreta a su madre Jacqueline y sus hermanas Patty y Selma. Kavner ya formaba parte del reparto habitual de los figurantes de The Tracey Ullman Show. Como se necesitaban voces para los cortos, los productores propusieron a Kavner y a otro compañero del equipo, Dan Castellaneta, para interpretar a Marge y a Homer en vez de contratar nuevos actores. Parte del contrato de Kavner postula que no puede promocionar Los Simpson en pantalla para no "destruir la ilusión para los niños". En la película de los Simpson, algunas escenas, como el video mensaje de Marge a Homer, tuvieron que ser grabadas muchas veces, dejando a Kavner agotada. En la versión española, Marge fue interpretada por Amparo Soto durante las tres primeras temporadas, pero su áspero registro le destrozó las cuerdas vocales, por lo que dejó el doblaje. Luego la sustituyó Begoña Hernando durante las dos próximas temporadas, pero tuvo que dejarlo por los mismos problemas. Desde entonces Margarita de Francia se encarga de ponerle la voz a Marge. En Hispanoamérica hasta la decimoquinta temporada (incluida) estaba doblada por Nancy McKenzie, posteriormente reemplazada por Marina Huerta debido a problemas sindicales, hasta la temporada 31. A partir de la 32, Claudia Motta, al mismo tiempo que regresó como Bart, tomó el papel de Marge.[cita requerida]

### Galardones
Julie Kavner recibió un Prime time Emmy Award en 1992 por darle voz a Marge en el episodio I Married Marge. En 2004, Kavner y Dan Castellaneta (el doblador oficial de Homer) ganaron un Young Artist Award por interpretar "el papá y la mamá más populares en una serie de televisión". Por su trabajo en la película de los Simpson, Kavner fue nominada para un Annie Awards en 2007 por "el mejor doblaje en una película animada", pero el premio lo ganó Ian Holm por su intervención en Ratatouille. La actuación emotiva de Kavner en la película decidió la mayoría de críticas positivas a la película que señalaron que ella "le dio su más sentida interpretación".
Marge ha alcanzado una alta posición en las listas de las mejores madres de todos los tiempos. Obtuvo el primer lugar en la lista de 1994 de la revista Entertainment Weekly, primer lugar en la lista de Fox News de 2005, octavo lugar en la lista del 2008 de CityNews y fue incluida en la lista de las “10 mejores madres” de la revista Time. En una encuesta de 2004 en el Reino Unido, Marge fue nombrada “madre más respetada” por los encuestados.
El escritor católico Kenneth Briggs escribió: “Marge es mi candidata para la santidad […] vive en el mundo real, vive con crisis, con gente deficiente; perdona y comete sus propias equivocaciones; es una persona piadosa, cariñosa [...] totalmente santa".
Marge ha sido alabada por los críticos, sin embargo el público no tiene una relación tan cercana con el personaje como con otros de la serie como Homer y Bart. Generalmente las mujeres de la familia Simpson no han sido del gusto total del público general, siendo los capítulos que se enfocan en ellas exclusivamente los más bajos en audiencia de toda la serie de TV como Lisa the Drama Queen, Four Great Women and a Manicure, Gone Maggie Gone, capítulos protagonizados por las integrantes femeninas de la familia Simpson, lo que demuestra cierto rechazo a los capítulos protagonizados por las mujeres de la serie.
En la edición de noviembre de 2009 Marge fue portada de la revista Playboy, en honor a los 20 años de emisión de la serie.

## Recepción
En la 44.ª edición de los Premios Primetime Emmy, Kavner recibió un Premio Primetime Emmy por su excelente interpretación de voz en off por expresar a Marge en el episodio de la tercera temporada "I Married Marge". En 2004, Kavner y Dan Castellaneta (la voz de Homero) ganaron el premio Young Artist Award por "Most Mom & Dad más popular en una serie de televisión". Por su actuación en The Simpsons Movie, Kavner fue nominada por "Mejor actuación de voz en una película animada" en los Premios Annie 2007, pero perdió ante Ian Holm de Ratatouille. El desempeño emocional de Kavner en la película obtuvo críticas positivas y una crítica dijo que "dio el que debe ser el desempeño más sincero de todos los tiempos". Varios episodios en los que Marge se ha destacado de manera prominente han sido nominados a los Premios Emmy por su Programa de animación sobresaliente, entre ellos "The Way We Was Weren" en 2004 y "Life on the Fast Lane", que ganó el premio en 1990. En el 2000, Marge y el resto de la familia Simpson recibieron una estrella en el Hollywood Walk of Fame ubicado en 7021 Hollywood Boulevard.
Marge ha sido altamente clasificada en las listas de las mejores madres de televisión de todos los tiempos. Ella ocupó el primer lugar en la lista de Entertainment Weekly en 1994; primero en la lista de Fox News en 2005; octavo en la lista de CityNews en 2008; y se incluyó en la lista de "Las 10 mejores mamás de la historia" de Time. En una encuesta de 2004 en el Reino Unido, Marge fue nombrada la "madre más respetada" por los encuestados. Aún en 2004, Marge ocupó el tercer lugar en una encuesta realizada por la Opinion Research Company. En mayo de 2012, Marge fue una de las 12 madres elegidas por los usuarios de iVillage, en su lista de "Mami, la más querida: Las mamás de la televisión que amas". AOL ha nombrado a Marge el "24° Personaje femenino más memorable de la televisión". Su relación con Homero se incluyó en la lista de TV Guide de "Las mejores parejas de TV de todos los tiempos".
El escritor religioso Kenneth Briggs ha escrito que "Marge es mi candidata a la santidad... Ella vive en el mundo real, vive con crisis, con personas defectuosas. Perdona y comete sus propios errores. Es una persona amorosa y perdonadora... absolutamente santo".